# Léonie (prénom)
Pour les articles homonymes, voir Léonie.
 (janvier 2016).
Si vous disposez d'ouvrages ou d'articles de référence ou si vous connaissez des sites web de qualité traitant du thème abordé ici, merci de compléter l'article en donnant les références utiles à sa vérifiabilité et en les liant à la section « Notes et références ».
Léonie est un prénom féminin issu de Léon, prénom masculin, dont l'origine latine "leo" signifie Lion. La fête des Léonie est le 10 novembre (Saint Léon Ier, le Grand, pape en 440).

## Historique
Sous l'influence de sainte Léonie Aviat, ce prénom est populaire en France au XIXe siècle et en Allemagne depuis les années 1980.
En 1902, ce prénom est attribué à près de 1616 petites filles, il signe en cette année son plus vif succès.

## Variantes
Ce prénom se décline sous différentes variantes : Léonille, Léone, Leonella.
Par exemple :
- Leonella Sgorbati (1940-2006), religieuse italienne ;
- Léonille de Sayn-Wittgenstein-Sayn (1816-1918), mécène et philanthrope.

Le prénom Léonie est presque exclusivement employé par les francophones. Cependant, il a donné naissance à plusieurs variantes anglaises comme Leona et Leone.